# Aragami
Aragami (En japonés 荒 神) es un videojuego español perteneciente al género de sigilo, y de acción y aventura desarrollado y publicado por Lince Works para Linux, Microsoft Windows, OS X, PlayStation 4, Xbox One y Nintendo Switch. El juego originalmente se tituló Almas gemelas: el camino de las sombras (Twin Souls: The Path of Shadows). Los jugadores asumen el papel de Aragami, un asesino con habilidades sobrenaturales. El jugador puede teletransportarse entre las sombras y enfrentarse a un ejército enemigo que se conoce con el nombre de 'Kaiho'. Este ejército contrario está formado por guerreros místicos con el poder de controlar la luz.

## Jugabilidad

Aragami presenta una jugabilidad centrada en el sigilo ninja

El jugador controla al espíritu de las sombras, Aragami, quien intenta llegar al final de los trece capítulos del mundo abierto en orden. Para completar un capítulo, el jugador debe ir a ciertas áreas para recolectar elementos o destruir obstáculos y llegar a la salida del nivel. Aragami puede teletransportarse a cualquier parte del mapa en un cierto radio donde se proyecta una sombra, pero al hacerlo gasta "Esencia de sombra", que se muestra como un metro en su capa. La esencia de las sombras se repone al estar de pie en las sombras y se drena al estar cerca de fuentes de luz intensa, como linternas. Más adelante en el juego, el jugador gana un cuervo que le mostrará la ubicación de los objetivos a través de las paredes y un conjunto de campanas que pueden sonar para atraer a los enemigos a otros lugares.
Cada capítulo está patrullado por muchos guardias. Los guardias básicos con espada son el enemigo más común y pueden lanzar proyectiles ligeros para matar al jugador. También hay arqueros que patrullan áreas elevadas y pueden detectar al jugador a una distancia más larga mientras apuntan, y espadachines rodeados por una antorcha que matan al jugador al contacto. Un guardia puede morir instantáneamente atacándolo dentro de un cierto rango, pero el único enemigo que debe ser eliminado para completar un capítulo es el jefe (si está presente). Observar la evidencia de la presencia del jugador (como el sonido de sus compañeros muriendo o detectar al jugador en la distancia) hará que los guardias sospechen, lo que hará que desenvainen sus espadas e investiguen. Si encuentran un cadáver o ven al jugador con claridad, tocarán un cuerno, lo que hará que todos los guardias busquen activamente a Aragami temporalmente. y hacer que se vuelvan más sospechosos si el jugador evade la detección. Cualquier golpe exitoso de un guardia matará a Aragami instantáneamente, devolviendo al jugador al último punto de control para volver a intentarlo. El jugador también puede morir al caer al agua.
A medida que el jugador explora los niveles, puede encontrar varios pergaminos ocultos. Los pergaminos se pueden usar para desbloquear varias habilidades útiles, como la capacidad de volverse temporalmente invisible o hacer que los cadáveres desaparezcan. Las "habilidades" dependen de la esencia de las sombras de Aragami o tienen usos infinitos. Las "técnicas" son más poderosas, pero solo tienen dos usos, no pueden dañar a los jefes y solo se pueden equipar de una en una (aunque el jugador puede cambiar entre ellas en cualquier momento). Los santuarios colocados escasamente a lo largo del nivel rellenarán todas las técnicas equipadas del jugador.

## Argumento

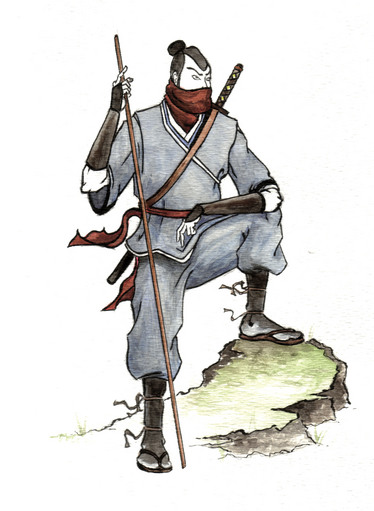
A pesar de no ser un videojuego japonés, Aragami es conocido por utilizar un entorno, temática y ambientación japonesa

Aragami es convocado a la existencia una noche por una proyección astral de Yamiko, una chica que se identifica a sí misma como una cautiva de Kaiho, un ejército de adeptos de la luz. Ella los describe como opresores que conquistaron la tierra de la sombra de Nisshoku, liderada por la Emperatriz de las Sombras. Ella afirma que después de ganar la guerra, encarcelaron a la Emperatriz y sus sirvientes en el templo principal de Nisshoku, incluido Yamiko. Ella solicita la ayuda de Aragami para liberarlos, para lo cual necesita seis talismanes para desbloquear la prisión. Esto debe hacerse antes del final de la noche, porque Aragami se disolverá si la luz del sol lo toca.
Cuando Aragami recupera los talismanes, estos le provocan extraños recuerdos. Él ve la vida anterior de Yamiko como una huérfana escondida en las montañas, y de su entrenamiento junto al líder del gremio Nisshoku y el consejero de la Emperatriz de las Sombras, Hyo. También es testigo de los recuerdos de otra persona que esgrimió la luz, concluyendo que son los recuerdos del general enemigo al que fue llamado a matar. Encuentran la espada de Hyo diseñada como una lápida, confirmando su muerte. Yamiko se enoja y jura venganza, y Aragami promete ayudarla a lograrlo.
Se encuentra con Hikaru, el último capitán del Kaiho, los otros capitanes murieron en la guerra. Aragami lucha y derrota a Hikaru. Antes de morir, Hikaru hace un comentario que implica a Yamiko como la Emperatriz de las Sombras, antes de suicidarse en una explosión de luz en un intento de matar a Aragami. Aragami sobrevive, y Yamiko admite que ella es la Emperatriz de las Sombras, pero afirma que estaba avergonzada de decírselo debido a su impotencia.
Después de encontrar el último talismán, Aragami viaja al templo donde se encuentra Yamiko. Sora, el general de Kaiho, le impide avanzar, pero él se abre camino hasta el templo y la hiere de muerte. Mientras agoniza, Sora lo reconoce por su comportamiento: es el espíritu de Ryo, el primer general del Kaiho, y los recuerdos del portador de la luz son los suyos. Él, Sora, Hikaru y los otros capitanes llevaron al Kaiho a purgar el malvado ejército de sombras de los Nisshoku de la tierra muchos años antes, pero Ryo se sacrificó para completar el hechizo que aprisionó a la Emperatriz de las Sombras. Mientras Aragami está angustiado por matar a sus compañeros, Sora agradece la oportunidad de volver a verlo.
Después de que Sora expira, Yamiko se libera con los talismanes y revela su verdadera forma. Ella revela su intención de matar a Aragami para reclamar una parte de su alma que estaba unida a la de él durante el ritual de sellado de Kaiho, explicando cómo experimentó sus recuerdos. Mientras tanto, Aragami se burla de ella diciéndole que ella era un peón que Hyo usó para construir un imperio usando el miedo para gobernar la tierra. Aragami luego toma su espada original, llevada por Sora después de su primera muerte, y derrota a Yamiko cuando comienza a amanecer. Recordando las similitudes entre sus infancias, las describe como almas gemelas en un ciclo interminable de venganza, y afirma que desearía que hubiera otra forma de ponerle fin. Yamiko está de acuerdo en silencio, y mientras Aragami la mata, son envueltos por una explosión de luz.
Durante los créditos, se muestra una imagen del trono de la Emperatriz de las Sombras. Antes, la espada de Ryo se ha incrustado en el suelo, con la muñeca de la infancia de Yamiko, el primero de los talismanes, a su lado.

## Recepción
Aragami recibió críticas "mixtas o promedio" según la página de críticas y reseñas Metacritic, destacando especialmente la versión de PlayStation 4, la cual califico como la mejor versión del videojuego al eliminar completamente todos los defectos técnicos. La versión para Xbox de Aragami: Shadow Edition fue llamada un "videdojuego de sigilo perfecto" por Windows Central.
El juego vendió más de 500.000 copias en marzo de 2020.

## Aragami: Anochecer
En mayo de 2018, Lince Works anunció la fecha de lanzamiento de una precuela en forma de contenido descargable, llamada Aragami: Anochecer (En inglés Aragami: Nightfall), que seguía a los personajes de Nisshoku, Hyo y Shinobu, mientras intentaban romper el sello encarcelando a la Emperatriz de las Sombras, así como un paquete titulado Aragami: Shadow Edition o Aragami: Edición de Sombras que contiene el juego base y el Contenido Descargable. En agosto de 2018, Lince Works anunció una asociación con Merge Games para llevar Aragami: Shadow Edition a Nintendo Switch. Fue lanzado el 22 de febrero de 2019.

## Secuela
En 2020, Lince Works anunció una secuela titulada Aragami 2 para las consolas PlayStation 4, PlayStation 5, Xbox One, Xbox Series X / S y PC. Fue lanzado el 17 de septiembre de 2021.